# Lucie Guay
Lucie Guay (Montreal, Quebec, 12 de dezembro de 1958) é uma ex-canoísta de velocidade canadiana na modalidade de canoagem.

## Carreira
Foi vencedora da medalha de bronze em K-4 500 m em Los Angeles 1984, junto com as suas colegas de equipa Alexandra Barré, Sue Holloway, Barbara Olmsted.